# ジュード・ロウ
デヴィッド・ジュード・ヘイワース・ロウ（David Jude Heyworth Law, 1972年12月29日 - ）は、イギリスの俳優。1999年の映画『リプリー』でアカデミー助演男優賞にノミネートされ、その端整な容姿と高い演技力で一躍名を馳せた。発音は[ʤuːd lɔː]で、「ジュード・ロー」が日本語表記としては近い。

## 生い立ち
ロンドン南東ルイシャムにて、教師をしていた両親の間に生まれる。実姉のナターシャは画家として活躍中。名前のジュードはビートルズの『ヘイ・ジュード』とトーマス・ハーディの小説『日陰者ジュード』にちなんで名付けられた。現在、両親はフランスでドラマスクールを経営。

## キャリア

### 1980年 - 1990年代
12歳から演技を始め、17歳の時にテレビドラマに出演するチャンスのために高校を中退。映画に出る前には多くの舞台に立ち、1994年にはローレンス・オリヴィエ賞新人賞にノミネートされた。1995年にブロードウェイで公演されたキャスリーン・ターナーやアイリーン・アトキンスと共演した『Indiscretions』でシアター・ワールド賞を受賞、トニー賞助演男優賞にもノミネートされた。ロンドン公演の際に同作品にも出演し、イアン・チャールソン新人賞を受賞した。
1993年『ショッピング』で映画デビュー。ケビン・スペイシー、ジョン・キューザックとの共演を果たした、クリント・イーストウッド監督作品『真夜中のサバナ』、『ガタカ』、『オスカー・ワイルド』等で注目を集める。1999年のアンソニー・ミンゲラ監督作品『リプリー』ではプレーボーイのディッキー・グリーンリーフを演じ、アカデミー助演男優賞にノミネートされ、英国アカデミー賞 助演男優賞を受賞した。また、メディアには『リプリー』の原題 (The Talented Mr. Ripley) に引っかけて「才能あるジュード・ロウ（The Talented Mr. Law）」と評された。
映画制作にも意欲的で、1999年にはオムニバス映画『チューブ・テイルズ』の中の一話を監督。また、当時の妻だったサディ・フロスト、友人であるユアン・マクレガー、 ジョニー・リー・ミラーらと映画制作会社ナチュラル・ナイロンを設立する（後に離脱）。

### 2000年代
2003年公開の『コールド マウンテン』で再びアンソニー・ミンゲラ監督とタッグを組み、アカデミー主演男優賞にノミネートされた。2004年には『アルフィー』や『アビエイター』など、6作品に出演。『アビエイター』ではエロール・フリンを演じた。

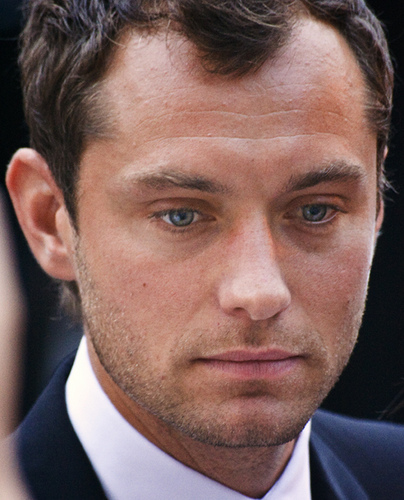
2007年、トロント国際映画祭でのロウ

アメリカではA-LIST俳優の一人として認識されている。2004年の『ピープル』誌にて「最もセクシーな男性」に選ばれた。
2009年5月からウエスト・エンドでシェイクスピア劇『ハムレット』に出演。演技力を高く評価され、同年8月にはデンマークで、9月からはブロードウェイでも上演された。

### 2010年代
2016年には、ペプシコーラの「ペプシストロング5.0GVシリーズ」のプロモーションに起用され、CMにも出演した。

## 私生活
1997年に『ショッピング』で共演した女優サディ・フロストと結婚。ラファティ（ラフ）、アイリス、ルディの3子をもうけるが、2003年に離婚。
2004年に『アルフィー』で共演した女優シエナ・ミラーと婚約したが、婚約後にジュードがナニー（子守）と浮気していることが発覚し、2006年11月に破局。その後2009年に復縁が報じられたが、2011年11月に再び破局した。
2009年、短期間交際したモデル・Samantha Burkeとの間に4人目の子供ソフィアが誕生。
2014年10月、元恋人のキャサリン・ハーディングとの間に5人目の子供エイダが生まれることが公表された。しかし、公表時点で二人の関係は既に終わっている。
2019年2月に、フィリッパ・コーンと婚約したことが報じられ、2019年5月に正式に再婚した。
サディとの間に生まれた息子のラフ・ロウは2014年に、娘のアイリス・ロウは2015年にそれぞれモデルデビューをしている。
ラフは2021年に映画「スティーラーズ」で俳優としてデビューし、父縁のマイケル・ケインと共演している。2022年1月にはジュードと親子でブリオーニのブランドアンバサダーに起用された。
地元ロンドンのサッカークラブ、トッテナム・ホットスパーFCのサポーターとして知られ、頻繁に子供達を連れて試合を観戦している。また、ロンドン市内の高級カラオケ店「ラッキー・ヴォイス」でもたびたび目撃されている。

## エピソード
- フランスのファッションブランドDiorの香水である「Dior Homme Sport」とイギリスのファッションブランドダンヒルのイメージモデルをつとめている[15][16][17][18]。
- 容姿やイメージの相似からか、『アルフィー』と『スルース』の二つのリメイク作品では同じイギリス出身の名優マイケル・ケインが過去に演じた役を演じている。後者ではケインとの共演も果たし話題となった。
- 北野武監督の大ファンで主演映画『コールド マウンテン』のプロモーション時の会見で「日本でぜひ仕事がしたい。北野武の映画が好きだから、ぜひ彼と仕事がしたい。キャスティングしてくれないかな」とラブコールを送り、手紙を送ったこともある[19]。さらに、来日時にはたけしと直接面会し、「あなたの監督した映画を全部観ています。僕をあなたの映画に出演させてください」とたけしに熱く語ったこともある。なお、後にたけしが2012年10月1日放送の『SMAP×SMAP』スペシャルに出演した際（『アウトレイジ ビヨンド』の宣伝を兼ねた出演）、「ジュード・ロウが帰った後、殿は『あいつ（ジュード）、禿げてたな』と言っていました」とたけし軍団のメンバーに暴露されている。

## フィルモグラフィ
※役名の太字表記は主演。

### 映画
| 年   | 題名                                                                                         | 役名                                  | 備考 | 吹き替え                                                            |
| ---- | -------------------------------------------------------------------------------------------- | ------------------------------------- | --- | ------------------------------------------------------------------- |
| 1994 | ショッピング Shopping                                                                        | ビリー                                | |                                                                     |
| 1996 | プラトニック・ゲーム I Love You, I Love You Not                                              | イーサン                              | 日本劇場未公開 |                                                                     |
| 1997 | オスカー・ワイルド Wilde                                                                     | アルフレッド・ダグラス                | | 平田広明                                                            |
| 1997 | ガタカ Gattaca                                                                               | ジェローム・ユージーン・モロー        | 井上倫宏（旧ソフト版、新ソフト版）                                                                                           |                                                                     |
| 1997 | ベント/堕ちた饗宴 Bent                                                                       | ナチス突撃隊員                        | |                                                                     |
| 1997 | 真夜中のサバナ Midnight in the Garden of Good and Evil                                       | ビリー・カール・ハンソン              | 村治学 |                                                                     |
| 1998 | ミュージック・フロム・アナザー・ルーム Music From Another Room                               | ダニー                                | 不明 |                                                                     |
| 1998 | ファイナル・カット Final Cut                                                                 | ジュード                              | 西村朋紘 |                                                                     |
| 1998 | クロコダイルの涙 The Wisdom of Crocodiles                                                    | スティーヴン・グリルシュ              | 平田広明 |                                                                     |
| 1999 | イグジステンズ eXistenZ                                                                      | テッド・パイクル / ラリー・アーシェン | 三木眞一郎 |                                                                     |
| 1999 | リプリー The Talented Mr. Ripley                                                             | ディッキー・グリーンリーフ            | 英国アカデミー賞 助演男優賞受賞 アカデミー助演男優賞ノミネート ゴールデングローブ賞 助演男優賞ノミネート                     | 大場真人（ソフト版） 平田広明（テレビ朝日版）                       |
| 1999 | チューブ・テイルズ Tube Tales                                                                | N/A                                   | 監督 エピソード7「手の中の鳥」                                                                                               | N/A                                                                 |
| 2000 | ロンドン・ドッグス Love, Honour and Obey                                                     | ジュード                              | | 平田広明                                                            |
| 2001 | スターリングラード Enemy at the Gates                                                        | ヴァシリ・ザイツェフ                  | 平田広明（ソフト版） 竹若拓磨（日本テレビ） 堀内賢雄（機内上映版）                                                           |                                                                     |
| 2001 | A.I. Artificial Intelligence: AI                                                             | ジゴロ・ジョー                        | ゴールデングローブ賞 助演男優賞ノミネート                                                                                    | 大川透（ソフト版） 成宮寛貴（TBS版）                                |
| 2002 | ロード・トゥ・パーディション Road to Perdition                                               | ハーレン・マグワイア                  | | 家中宏                                                              |
| 2003 | コールド マウンテン Cold Mountain                                                            | インマン                              | アカデミー主演男優賞ノミネート ゴールデングローブ賞 主演男優賞（ドラマ部門）ノミネート 英国アカデミー賞 主演男優賞ノミネート | 森川智之（ソフト版） 平田広明（テレビ東京版） 高橋広樹（Netflix版） |
| 2004 | ハッカビーズ I ♥ Huckabees                                                                   | ブラッド・スタンド                    | | 堀内賢雄                                                            |
| 2004 | アルフィー Alfie                                                                             | アルフィー                            | 内田夕夜 |                                                                     |
| 2004 | クローサー Closer                                                                            | ダン・ウォルフ                        | 内田夕夜 |                                                                     |
| 2004 | スカイキャプテン ワールド・オブ・トゥモロー Sky Captain and the World of Tomorrow            | ジョー・サリヴァン / スカイキャプテン | 兼製作 | 咲野俊介                                                            |
| 2004 | アビエイター The Aviator                                                                     | エロール・フリン                      | | 大川透                                                              |
| 2004 | レモニー・スニケットの世にも不幸せな物語 Lemony Snicket's A Series of Unfortunate Events     | レモニー・スニケット                  | 声の出演 | 松本保典                                                            |
| 2006 | オール・ザ・キングスメン All the King's Men                                                  | ジャック・バーデン                    | | 加瀬康之                                                            |
| 2006 | こわれゆく世界の中で Breaking and Entering                                                   | ウィル・フランシス                    | 平田広明 |                                                                     |
| 2006 | ホリデイ The Holiday                                                                         | グレアム・シンプキンス                | 鉄野正豊 |                                                                     |
| 2007 | マイ・ブルーベリー・ナイツ My Blueberry Nights                                               | ジェレミー                            | 平田広明 |                                                                     |
| 2007 | スルース Sleuth                                                                              | マイロ・ディンドル                    | 兼製作 | 森川智之                                                            |
| 2009 | Dr.パルナサスの鏡 The Imaginarium of Doctor Parnassus                                        | 鏡の向こうのトニー#2                  | | 森川智之                                                            |
| 2009 | シャーロック・ホームズ Sherlock Holmes                                                       | ジョン・ワトソン                      | 森川智之（劇場公開版） 堀内賢雄（テレビ朝日版）                                                                              |                                                                     |
| 2010 | レポゼッション・メン Repo Men                                                                | レミー                                | 森川智之 |                                                                     |
| 2011 | コンテイジョン Contagion                                                                     | アラン・クラムウィード                | 宮内敦士 |                                                                     |
| 2011 | 360                                                                                          | マイケル・デイリー                    | 日本劇場未公開 | （吹き替え版なし）                                                  |
| 2011 | ヒューゴの不思議な発明 Hugo                                                                  | 父                                    | | 加瀬康之                                                            |
| 2011 | シャーロック・ホームズ シャドウ ゲーム Sherlock Holmes: A Game of Shadows                    | ジョン・ワトソン                      | 森川智之 |                                                                     |
| 2012 | アンナ・カレーニナ Anna Karenina                                                             | アレクセイ・カレーニン                | 村治学 |                                                                     |
| 2012 | ガーディアンズ 伝説の勇者たち Rise of the Guardians                                          | ピッチ・ブラック（ブギーマン）        | 声の出演 | 山路和弘                                                            |
| 2013 | サイド・エフェクト Side Effects                                                              | ジョナサン・バンクス博士              | | 森川智之                                                            |
| 2013 | ドム・ヘミングウェイ Dom Hemingway                                                           | ドム・ヘミングウェイ                  | 日本劇場未公開 | 森川智之                                                            |
| 2014 | グランド・ブダペスト・ホテル The Grand Budapest Hotel                                        | 若い作家                              | | 浜田賢二                                                            |
| 2014 | ブラック・シー Black Sea                                                                     | ロビンソン                            | 平田広明 |                                                                     |
| 2015 | SPY/スパイ Spy                                                                               | ブラッドリー・ファイン                | 日本劇場未公開 | 森川智之                                                            |
| 2016 | ベストセラー 編集者パーキンズに捧ぐ Genius                                                   | トーマス・ウルフ                      | [ 20 ] | （吹き替え版なし）                                                  |
| 2017 | キング・アーサー King Arthur: Legend of the Sword                                            | ヴォーティガン                        | | 桐本拓哉                                                            |
| 2018 | ポップスター Vox Lux                                                                         | セレステのプロデューサー              | 兼製作総指揮 | （吹き替え版なし）                                                  |
| 2018 | ファンタスティック・ビーストと黒い魔法使いの誕生 Fantastic Beasts: The Crimes of Grindelwald | アルバス・ダンブルドア                | | 森川智之                                                            |
| 2019 | キャプテン・マーベル Captain Marvel                                                          | ヨン・ロッグ                          | | 森川智之                                                            |
| 2019 | レイニーデイ・イン・ニューヨーク A Rainy Day in New York                                     | テッド・ダヴィドフ                    | （吹き替え版なし） |                                                                     |
| 2020 | リズム・セクション The Rhythm Section                                                        | イアン・ボイド                        | 日本劇場未公開 | 田村真                                                              |
| 2020 | 不都合な理想の夫婦 The Nest                                                                  | ローリー・オハラ                      | | （吹き替え版なし）                                                  |
| 2022 | ファンタスティック・ビーストとダンブルドアの秘密 Fantastic Beasts: The Secrets of Dumbledore | アルバス・ダンブルドア                | 森川智之 |                                                                     |
| 2023 | マーベルズ The Marvels                                                                       | ヨン・ロッグ                          | 森川智之 | アーカイブ映像（クレジットなし）                                    |
| 2023 | ファイアーブランド ヘンリー8世最後の妻 Firebrand                                             | ヘンリー8世                           | |                                                                     |
| 2024 | オーダー The Order                                                                           | テリー・ハスク                        | 兼製作 | 森川智之                                                            |
| 2024 | Eden                                                                                         | Dr. Friedrich Ritter                  | |                                                                     |
| TBA  | The Wizard of the Kremlin                                                                    | ウラジーミル・プーチン                | |                                                                     |

#### WEB配信映画
| 年   | 題名                                        | 役名       | 配信局  | 吹き替え |
| ---- | ------------------------------------------- | ---------- | ------- | -------- |
| 2023 | ピーター・パン&ウェンディ Peter Pan & Wendy | フック船長 | Disney+ | 森川智之 |

### テレビ

#### テレビドラマ
| 年         | 題名                                                          | 役名                 | 備考                        | 吹き替え           |
| ---------- | ------------------------------------------------------------- | -------------------- | --------------------------- | ------------------ |
| 1990       | Families                                                      | ネイサン・トンプソン |                             | N/A                |
| 1991       | シャーロック・ホームズの冒険 The Case-Book of Sherlock Holmes | ジョー・バーンズ     | 第5シーズン「ショスコム荘」 | 沢木郁也           |
| 2004, 2010 | サタデー・ナイト・ライブ Saturday Night Live                  | 本人 / ホスト        | 計2話出演                   | N/A                |
| 2020       | サード・デイ 〜祝祭の孤島〜 The Third Day                     | サム                 | 計5話出演                   | （吹き替え版なし） |
| 2020       | The Third Day: Autumn                                         | サム                 | 生放送スペシャル            | N/A                |

#### WEB配信ドラマ
| 年    | 題名                                                         | 役名                               | 配信局        | 備考              | 吹き替え |
| ----- | ------------------------------------------------------------ | ---------------------------------- | ------------- | ----------------- | -------- |
| 2016  | ヤング・ポープ 美しき異端児 The Young Pope                   | ピウス13世 / レニー・ベラルド      | WOWOWプライム | 兼製作 計10話出演 | 森川智之 |
| 2020  | ニュー・ポープ 悩める新教皇 The New Pope                     | ピウス13世 / レニー・ベラルド      | WOWOWプライム | 計9話出演         | 森川智之 |
| 2024- | スター・ウォーズ:スケルトン・クルー Star Wars: Skeleton Crew | シルヴォ＝ジョッド・ナ・ナウッド   | Disney+       | [ 21 ]            | 森川智之 |
| 2025  | ブラック・ラビット Black Rabbit                              | ジェイク・フリードキン             | Netflix       | 兼製作総指揮      | TBA      |
| TBA   | Wild Things                                                  | ジークフリート・フィッシュバッカー | Apple TV+     | 兼製作総指揮      | TBA      |

#### WEB配信アニメ
| 年        | 題名                   | 役名       | 配信局  | 備考          | 吹き替え |
| --------- | ---------------------- | ---------- | ------- | ------------- | -------- |
| 2017-2018 | ネオ・ヨキオ Neo Yokio | チャールズ | Netflix | 計7話声の出演 | 間宮康弘 |

## 主な受賞
- 英国アカデミー賞
  - 1999年度 助演男優賞 『リプリー』
- セザール賞
  - 2006年度 名誉賞
- ナショナル・ボード・オブ・レビュー
  - 2004年度 アンサンブル演技賞 『クローサー』
- イブニング・スタンダード英国映画賞
  - 1997年度 新人俳優賞 『オスカー・ワイルド』
- サンタフェ映画批評家協会賞
  - 1999年度 助演男優賞 『リプリー』

## 日本語吹き替え
主に担当しているのは、以下の二人である。
森川智之
『コールド マウンテン』（ソフト版）で初担当。2018年に『ファンタスティック・ビーストと黒い魔法使いの誕生』のPRで対面を果たしている。
平田広明
『オスカー・ワイルド』（ソフト版）などデビュー初期の作品から担当。森川の次に多く吹き替えている。
このほかにも、堀内賢雄、村治学、大川透、内田夕夜、加瀬康之なども複数回、声を当てている。